# Bienal de Montevideo
La Bienal de Montevideo es una exposición de arte internacional creada en 2012 que se celebra cada dos años en la ciudad de Montevideo, Uruguay. Fue declarada de interés nacional por la presidencia de la República y de interés municipal por la Intendencia de Montevideo. Su primera sede fue el hall de la casa central del Banco República y su anexo, así como otros edificios aledaños e involucró también actividades colaterales. El evento es impulsado por la Fundación Bienal de Montevideo, presidida por Lætitia d'Arenberg, Jorge Srur y Ricardo Murara.
El acceso a la bienal y sus actividades educativas son gratuitos.

## Primera edición
Llevó como lema "El gran Sur", fue curada por Alfons Hug y co-curada por Patricia Bentancur y Paz Guevara. Se realizó entre el 23 de noviembre de 2012 y el 30 de marzo de 2013.
Participaron más de 50 artistas uruguayos y extranjeros, entre ellos Mark Dion, Yang Xinguang, Jorge Satorre, Humberto Vélez, El Anatsui, Reyner Leiva Novo, Dani Umpi y Juan Burgos.
Además de la difusión cultural, en su propósito educativo de inserción social se dictaron 75 talleres, se realizaron 320 visitas guiadas para público en general y 105 para instituciones específicas como centros educativos, adultos mayores y personas con capacidades diferentes.

## Segunda edición
La edición de 2014, titulada "500 años de futuro", fue curada nuevamente por el crítico alemán residente en Brasil Alfons Hug y la co-curaduría estuvo a cargo de Santiago Tavella. Centrada en el paso del tiempo: idas y venidas durante cinco siglos que captan la historia de América desde la conquista. 
Se llevó a cabo entre el 25 de septiembre y el 22 de noviembre. En la misma participaron más de 40 artistas entre uruguayos y extranjeros invitados de Brasil, Alemania, Argentina, Chile, China, Albania y Honduras, entre otros.

## Tercera edición
La tercera edición de la Bienal de Montevideo tuvo como título "El espejo enterrado", inspirada en la obra del autor mexicano Carlos Fuentes.
Se llevó a cabo en una nueva sede, esta vez fue acogida en el Salón de los Pasos Perdidos del Palacio Legislativo, con la participación de más de 30 artistas de diversos países seleccionados por el curador, quien fue nuevamente Alfons Hug, con co-curaduría de Jacqueline Lacasa.

“El Salón de los Pasos Perdidos pertenece a esa rara especie de recinto de la que no podemos evadirnos y en cuya percepción no podemos estar seguros si un dios está a punto de aparecer en el salón, o si acaba de abandonarlo. En cualquier caso, el espacio está impregnado de un aura sacra. [...] La Bienal de Montevideo es probablemente la única en el mundo que se lleva a cabo dentro de un parlamento. El espacio plantea de por sí un desafío especial. El contexto político brota prácticamente de manera natural, sin que por ello la exposición deba estar dedicada a la política cotidiana.” 
Alfons Hug 

Fragmento del texto de presentación de la 3ra. Bienal de Montevideo

La bienal comenzó según lo pautado el 29 de septiembre de 2016 y suspendida para ceder el espacio tradicional de capilla ardiente para el expresidente uruguayo Jorge Batlle fallecido el 24 de octubre.

## Cuarta edición
No se realizó según lo pautado en el año 2018, pero los organizadores anuncian su exhibición a partir de octubre de 2019 bajo el lema Travesías atlánticas.